# Norfork
Norfork é uma cidade localizada no estado americano de Arkansas, no Condado de Baxter.

## Demografia
Segundo o censo americano de 2000, a sua população era de 484 habitantes.
Em 2006, foi estimada uma população de 531, um aumento de 47 (9.7%).

## Geografia
De acordo com o United States Census Bureau, a localidade tem uma área de 6,4 km², dos quais 5,7 km² cobertos por terra e 0,7 km² cobertos por água. Norfork localiza-se a aproximadamente 190 m acima do nível do mar.

## Localidades na vizinhança
O diagrama seguinte representa as localidades num raio de 24 km ao redor de Norfork.